# Jean-Marc Loubier
Pour les articles homonymes, voir Loubier.
Jean-Marc Loubier est un écrivain et journaliste français, né à Paris le 1er juin 1953 et mort le 5 avril 2018 à Gien.

## Biographie
Fils d'une couturière et d'un ingénieur chimiste, il fait ses études à Paris puis à Évreux et Rouen. Après avoir été professeur de lettres, il fait ses débuts de journaliste à La Dépêche d'Évreux puis Paris-Normandie avant de rejoindre Radio-France qu'il quitte en 1983. Cette même année, il épouse le docteur Françoise Halphen, cousine du juge Éric Halphen. Il fut reporter à TF1 et producteur à FR3 Île-de-France. On lui doit en particulier un savoureux portrait de la comédienne Arletty qui accepte d'être la marraine civile de son fils Stéphane. Il publie son premier livre important en 1986 : Louis Jouvet, biographie. Suivront des biographies de Michel Simon, Pierre Brasseur, Louis de Funès, Patrick Dewaere ou Mata Hari. Il collabora, entre autres, à Télérama, L'Express, Télé Star, et Ouest-France... Il fonde en 1993 le mensuel Applaudir-Théâtre-Magazine dont il ne pourra éditer que quatre numéros. Il devient l'un des collaborateurs du mensuel 92 Express jusqu'en 2005. Date à laquelle, il décide de partager son temps entre Paris et le département des Yvelines afin de se consacrer uniquement à l'écriture de romans et de biographies. En 1997, il a reçu le Prix Saint-Simon pour son livre d'entretiens avec les comédiens Simone Valère et Jean Desailly : Un destin pour deux. Après une biographie de Marilyn Monroe, il vient de publier un album sur Annie Girardot et un autre sur Marlon Brando. Son recueil de nouvelles La petite fille qui dansait rue de l'Abreuvoir... et autres histoires courtes vient de paraître.. À l'automne 2011 est paru chez Autres Temps Éditions, son essai Lettres à... Marilyn, préfacé par Brigitte Lahaie. Il a publié le 2 novembre 2012 Femmes criminelles de France écrit en collaboration avec l'historien Serge Cosseron pour les éditions De Borée. Il vit désormais dans le Loiret.